# かぬか光明
かぬか 光明（かぬか みつあき、1980年2月5日 - ）は、日本の声優、舞台俳優。東京都出身。ケンユウオフィス所属。
本名・旧芸名は鹿糠 光明（読み同じ）。

## 経歴
声優（役者）になったきっかけは、高校1年生の時に同級生に勧められて、テレビアニメ『新世紀エヴァンゲリオン』を観ていたからである。声優（役者）にならなかったらパン屋になっていたと語る。
同じ高校の先輩、同じ専門学校（代々木アニメーション学院）の先輩に川島得愛がいる。
以前はアドヴァンスプロモーション、劇団朋友に所属していた。
2014年から、死去した亀山助清の後任として『くまのプーさん』のプーさんの（ブエナビスタにおいて）4代目日本語版専属吹替を務めている。
同年に、谷育子が演じていた「スポンジ・ボブ」のパトリック・スター役の二代目を劇場2より担当（本編でかぬかが演じるようになったのはシーズン9から）。
また、『忍たま乱太郎』にて死去した中嶋聡彦の後任として西長洲本通九丁目役を引き継いでいる。

## 人物
役柄としては、『ピクセル』のラドロー役のようなオタクの陰謀論者役、間の抜けた太った食いしん坊、ダメな子を多く演じているという。
講道館柔道二段の資格を持つ。趣味は読書。特技は大食い、ゲーム。
ゲームが好きであり、ファミコンの頃からゲームを遊んでいた。高校生になり小遣いを貰うようになると、『ファミコン通信』（『ファミ通』）を買うようになった。
柔道をしていたこともあり、格闘ゲームが好きであった。高校生の頃に遊んでいた『ザ・キング・オブ・ファイターズ'94』や『ザ・キング・オブ・ファイターズ'95』を夢中でプレイしており、2016年時点でもシリーズ作は遊んでいる。
『ファイナルファンタジー（以下FF）』も『ドラゴンクエスト』も好きで、ソーシャルゲームもプレイしている。
スクウェア・エニックスのゲームは、『ブレイヴフェンサー 武蔵伝』、『トバルNo.1』、『トバル2』、『エアガイツ』、『アインハンダー』と、挑戦的なものが多くあったのが好きで、よく遊んでいた。
アニメーション映画『KINGSGLAIVE FINAL FANTASY XV』ではリベルト・オスティウム役を演じていたが、直接オファーで起用され、お世話になっているディレクターがキャスティングしてくれたと語る。決まった時は『FF』だと知らされておらず、台本にあった概要を読んでいた時にチョコボというワードが出てきて「あっ、これ『FF』か」と思ったという。リベルトのようなカッコいい役柄はあまり来ないため、マネージャーも、「えっ？カッコいい」と言うくらい当初は不安であった。しかし、「僕ならできるだろう」と思い、キャスティングしてくれたため、「精一杯やろう」と普段演じないからこそ、「こういう風にやってみよう」という意欲はあった。収録後にディレクターの野末武志から「すごくよかった」と述べており、そこでようやく安心できたという。リベルトについては、かなり研究しており、台本を読んだり、キャラクターの絵を見るだけではわからないこともあるため、イメージできるように詳細を聞いたりしていた。また、自分の中でリベルトという人物としての筋は一本通していたが、「このキャラクターはこうだ」と決めすぎないようにしていた。周囲の人物との掛け合いなどを通じて、自然な芝居を作り上げていけるようにしたため、周囲の人物が助けてくれたという。収録時は比較的苦労は少なかったようで、皆一緒にいてくれたため、感情を作っていくのもさほど難しくはなかった。主に外画の吹き替えを中心に活躍することが多いが、現場も吹き替えで一緒になるメンバーが多かったため、緊張もせずにできた。心掛けたこととしては、絵がすごくリアルのため、多少コミカルな部分があったとしてもやりすぎないよう、なるべくリアルに、シーンの流れの中できちんと芝居が成り立つようにしたという。
ゲーム『モンスターハンター』も好きで、2016年時点では『モンスターハンタークロス』まで全作プレイしており、一番遊んだのは『モンスターハンター ポータブル 2nd G』。
妹と弟がいる。妹夫婦は居酒屋の「セルフ酒場 たむさん（旧:立ち飲み居酒屋 ドラム缶）」を経営している。弟はイタリア料理を作っているシェフ。

## 出演
太字はメインキャラクター。

### テレビアニメ
2009年
- ケロロ軍曹（スタンパパ）

2010年
- COBRA THE ANIMATION（ゾロス）

2011年
- 銀魂'（132番）
- デュエル・マスターズ ビクトリー（2011年 - 2013年、パン屋、大喰の超人、ウマ） - 3シリーズ
- 花咲くいろは（サバゲーマーD）
- ルパン三世 血の刻印 〜永遠のMermaid〜（ブローカーA）

2012年
- ジュエルペット きら☆デコッ!（雲ニンゲン）
- Zoobles!（シャーク団B、マイキー）
- 爆TECH!爆丸（2012年 - 2013年、トーガ） - 2シリーズ
- ポケットモンスター ベストウイッシュ シーズン2（イワーク）
- メタルファイト ベイブレード 4D（機長）
- LUPIN the Third -峰不二子という女-（警官）

2013年
- ルパン三世 princess of the breeze 〜隠された空中都市〜（空賊B）

2014年
- ガンダム Gのレコンギスタ（アダム・スミス）
- 残響のテロル（六笠）
- 山賊の娘ローニャ（楽士B）
- テラフォーマーズ（U-NASA職員）

2015年
- ルパン三世 PART IV（ブッチ）

2016年
- ルパン三世 イタリアン・ゲーム（ピエトロ・パニーニ）

2017年
- 弱虫ペダル シリーズ（2017年 - 2023年、ゴリ蔵） - 3シリーズ
- 将国のアルタイル（アントン・アダム）
- わしも（魔人、科学者）

2018年
- 剣王朝（薬屋の店主、趙一）
- 蒼天の拳 REGENESIS（シャムラ）
- ルパン三世 PART5（セリョーガ）
- ドラえもん（テレビ朝日版第2期）（ジージ）
- ゾンビランドサガ（2018年 - 2021年、デスおじA、歴戦志士 ろ） - 2シリーズ
- DOUBLE DECKER! ダグ&キリル（工場長〈トミー〉）
- レイトン ミステリー探偵社 〜カトリーのナゾトキファイル〜（レイナード・ウェインズ）
- 忍たま乱太郎（2018年 - 2022年、西長洲本通九丁目〈2代目〉、店主、忍者）
- からくりサーカス（メリーゴーラウンド・オルセン）

2019年
- おしりたんてい（ナマズラーメン店長）
- ONE PIECE（浦島）
- キャロル&チューズデイ（司会者）
- ソードアート・オンライン アリシゼーション War of Underworld（ハガシ）
- クレヨンしんちゃん（2019年 - 2024年、オヤジ、工務店のおじさん、トドドリル、北風の雲、怪人アルアール 他）

2021年
- 真・中華一番!（ロウコ）
- ふしぎ駄菓子屋 銭天堂（2021年 - 2025年、きなこ、まろ、観光客、会場の人、矢萩 他）
- 平穏世代の韋駄天達（ウメヨ）
- 女神寮の寮母くん。（大学の警備員、コスプレスタジオのママ）
- 出会って5秒でバトル（上野英二）

2022年
- ジョジョの奇妙な冒険 ストーンオーシャン（ロッコバロッコ）
- 幻想三國誌 -天元霊心記-（許褚）
- アオアシ（花の父）
- キングダム（宮康）
- オーバーロードIV（ゴンド・ファイアビアド）
- ユーレイデコ（おじさんB）
- デリシャスパーティ♡プリキュア（2022年 - 2023年、スピリットルー、ミニスピリットルー）
- 不滅のあなたへ（2022年 - 2023年、フェン）

2023年
- REVENGER（共謀者B）
- 天国大魔境（盗賊）
- 名探偵コナン（柳町岳）
- 呪術廻戦 懐玉・玉折/渋谷事変（蝗GUY）
- 薬屋のひとりごと（2023年 - 2025年、やぶ医者 / 虞淵） - 2シリーズ
- 冒険大陸 アニアキングダム（メガーロ）

2024年
- BEYBLADE X（2024年 - 2025年、猫山ゾナモス）
- うる星やつら (2022)（大仏）
- ガールズバンドクライ（中田、中野、田中、田野）
- ニンジャラ（のっぺらぼう）
- キン肉マン 完璧超人始祖編（ザ・魔雲天 / 黒装束）
- 凍牌〜裏レート麻雀闘牌録〜（佐々山組長）
- アサティール2 未来の昔ばなし（バグダッドの裁判官）

2025年
- 没落予定の貴族だけど、暇だったから魔法を極めてみた（レオナルド）
- Aランクパーティを離脱した俺は、元教え子たちと迷宮深部を目指す。（トドール）
- ヴィジランテ-僕のヒーローアカデミア ILLEGALS-（疾風怒濤三兄弟3）
- クレバテス-魔獣の王と赤子と屍の勇者-（マーク）

2026年
- ニワトリ・ファイター（モリオ）

### 劇場アニメ
- チベット犬物語 〜金色のドージェ〜（2012年、男）
- Kick-Heart（2013年、ボス）
- KINGSGLAIVE FINAL FANTASY XV（2016年、リベルト・オスティウム[39]）
- Gのレコンギスタ I - IV（2019年 - 2022年、アダム・スミス） - 4作品
- THE FIRST SLAM DUNK（2022年、河田雅史、河田美紀男）
- 屋根裏のラジャー（2023年、小雪ちゃん[40]）

### OVA
- 魔法先生ネギま! 〜白き翼 ALA ALBA〜（2008年、男A）
- 間の楔 第2期（2012年、ブロンディーC）
- 史上最強の弟子ケンイチ（2014年、デビルイートマン） - 単行本第55巻OVA付き特装版

### Webアニメ
- 無限の住人-IMMORTAL-（2019年 - 2020年、八苑狼夷作）
- 爆丸エボリューションズ（2022年 - 2023年、バーン・スタプル）
- Shenmue the Animation（2022年、宗泉）
- LUPIN ZERO（2022年、リキ）
- GREAT PRETENDER razbliuto（2024年、蔡[41]）
- ライジングインパクト（2024年、チャールズ・リビングストン） - 2シリーズ[一覧 6]

### ゲーム
2010年
- 零・超兄貴（天使ミカ&エル）

2011年
- ルーンファクトリー オーシャンズ（ゴブリン隊長、若い男、アリティメット）

2012年
- タイムトラベラーズ

2013年
- 百年戦記 ユーロ・ヒストリア

2014年
- 朧村正 大根義民一揆（茂平次）

2016年
- ライフ イズ ストレンジ（レイ・ウェルズ校長、ローガン・ロバートソン）

2017年
- 仁王（坂田金時）
- レイトン ミステリージャーニー カトリーエイルと大富豪の陰謀（ウェイン・レイナード）
- 東京放課後サモナーズ（ヴォーロス、テツギュウ）

2018年
- ライフ イズ ストレンジ ビフォア ザ ストーム（レイ・ウェルズ校長）
- グランブルーファンタジー（2018年 - 2022年、ヤマネコ、宿命夜想曲・特攻隊、らぁめん三騎士）
- JUDGE EYES:死神の遺言（尾崎）

2019年
- キングダム ハーツIII（プー）
- ファイナルファンタジーXIV: 漆黒の反逆者（ブラキ、セト）
- DAEMON X MACHINA（ガルガンチュア）
- クイズRPG 魔法使いと黒猫のウィズ（ヘンリー・クロック）
- ドラゴンクエストX いばらの巫女と滅びの神 オンライン（殺りくのグレボス、スピンドル兵士長）
- スター・ウォーズ ジェダイ:フォールン・オーダー（グリーズ・ドリタス）

2020年
- 龍が如く7 光と闇の行方（土佐乃山）
- 仁王2（坂田金時）
- eBASEBALLパワフルプロ野球2020（ヌウビス）
- Ghost of Tsushima（典雄）

2021年
- World of Demons - 百鬼魔道（虎熊童子）

2022年
- ドラゴンクエストX 目覚めし五つの種族 オフライン
- マリオ+ラビッツ ギャラクシーバトル（オーギー）

2023年
- ファイアーエムブレム ヒーローズ（ギリアム）
- スター・ウォーズ ジェダイ:サバイバー（グリーズ・ドリタス）
- ファイナルファンタジーXVI（グツ）
- 龍が如く7外伝 名を消した男（吉村）
- ライブ・ア・ヒーロー!（ユーハン）

2024年
- 百英雄伝 (スタッドラー）

### パチスロ
- ロックマン アビリティ 史上最大の試練（2018年、リプレイマン）

### 吹き替え

#### 担当俳優
ジェームズ・コーデン
- 三銃士/王妃の首飾りとダ・ヴィンチの飛行船（2012年、プランシェ）※テレビ朝日版
- オーシャンズ8（2018年、ジョン・フレイジャー[53]）
- ザ・プロム（2020年、バリー・グリックマン）
- 浮気なママル（英語版）（2022年、ジェイミー）

ポール・ウォルター・ハウザー
- リチャード・ジュエル（2020年、リチャード・ジュエル[54]）
- ザ・ファイブ・ブラッズ（2020年、サイモン）
- クルエラ（2021年、ホーレス[55]）
- ブラック・バード（2022年、ラリー・ホール）
- インスティゲイターズ 〜強盗ふたりとセラピスト〜（2024年、ブーチ）
- ファンタスティック4:ファースト・ステップ（2025年、ハーヴェイ・エルダー / モールマン[56]）

ボビー・モイニハン
- 人生、サイコー!（2015年、アレクシー）
- ペット（2016年、メル[57]）
- ペット2（2019年、メル[58]）

#### 映画
2003年
- 案山子男（ヘイリー〈マーク・アーヴィンソン〉、ミッチ〈デリック・ビショップ〉）
- ブラックバード・フォース
- ブラック・フライデー 奪われた生物兵器

2005年
- バタフライ・エフェクト

2006年
- デイ・アフター・トゥモロー ※テレビ朝日版

2007年
- インファナル・シティ/女捜査官サンドラ
- プラネット・テラー in グラインドハウス

2008年
- あぁ、結婚生活
- エクスプレス/負けざる男たち（ジャック・バックリー）
- コマンドーR（ゲルダ〈ボブ・シュライバー〉、ウルモス〈マキシム・ドロッズ〉）
- デイ・アフター 首都水没

2009年
- 宇宙戦争ZERO
- 帰らない日々
- ノウイング
- ビッグ・バグズ・パニック（エド）
- Mr.ゴールデン・ボール/ 史上最低の盗作ウォーズ
- リベンジ

2010年
- アルティメット2 マッスル・ネバー・ダイ
- アルマゲドン2010
- イップ 翼をもった女の子（レスキュー隊員〈ディーデリック・エビンジ〉）
- キャンプ・ロック2 ファイナル・ジャム
- しあわせの隠れ場所（マイケル・オアー〈クィントン・アーロン〉）
- スイート16 キャンドルに願いを
- ファンボーイズ
- Mr.&Mrs. スミス※テレビ朝日版
- ミラーズ2
- 恋愛ルーキーズ

2011年
- アイス・クエイク
- アクシデント（ふとっちょ〈ラム・シュー〉）
- アンストッパブル
- イースターラビットのキャンディ工場（コーディ）
- 宇宙人ポール
- 運命の元カレ
- キャプテン・アメリカ/ザ・ファースト・アベンジャー
- グレッグのダメ日記
- 恋とニュースのつくり方
- サンクタム
- ジャンパー ※テレビ朝日版
- ジュリエットからの手紙
- スペイン一家監禁事件
- ツーリスト
- バレッツ
- ビッグママ・ハウス3（TJ〈トレイ・リンジー〉）
- メカニック（ヴォーン〈ジョン・マッコーネル〉）
- モンスターズ/地球外生命体

2012年
- エイリアン バスターズ（アントニオ・グズマン〈ジョセフ・ヌネズ〉）
- TIME/タイム（ユリス）
- 007 スカイフォール（ボディガード〈タンク・ドン〉）
- ナイト&デイ（エドゥアルド〈トレヴァー・ルーミス〉）※テレビ朝日版
- バトルシップ
- メン・イン・ブラック3（ジェフリー・プライス〈マイケル・チャーナス〉）
- 遊星からの物体X ファーストコンタクト（カール〈カーステン・ビョーンルンド〉）

2013年
- マジック・マイク（トバイアス〈ガブリエル・イグレシアス〉）

2014年
- トランスフォーマー/ロストエイジ（ウェンブリー）
- ラッシュ/プライドと友情（アレクサンダー・ヘスケス〈クリスチャン・マッケイ〉）

2015年
- ジェームス・ブラウン 最高の魂を持つ男（メイシオ・パーカー〈クレイグ・ロビンソン〉）
- ジゴロ・イン・ニューヨーク（ドヴィ〈リーヴ・シュレイバー〉）
- ジュラシック・ワールド（職員1）
- 鮮血ピエロの惨劇（レナード〈バラク・ハードリー〉）
- スター・ウォーズ/フォースの覚醒
- 007 スペクター（ロレンツォ〈ペッペ・ランツェッタ〉）
- ピクセル（ラドロー〈ジョシュ・ギャッド〉）

2016年
- アンフレンデッド（ケン〈ジェイコブ・ワイソッキー〉）
- しあわせの灯る場所（プロデュース〈デヴィッド・デサンクティス〉）
- ゾンビシャーク 感染鮫（レスター〈ロジャー・J・ティンバー〉）
- マジック・マイクXXL（トバイアス〈ガブリエル・イグレシアス〉）

2017年
- ザ・マミー/呪われた砂漠の王女（フェンプル〈ローナ・クロカー〉）
- パージ:大統領令（ジョー・ディクソン〈ミケルティ・ウィリアムソン〉）

2018年
- プーと大人になった僕（プー）

2019年
- アクアマン（バイク野郎）
- おじさんに気をつけろ!（バック・ラッセル〈ジョン・キャンディ〉） ※Netflix版
- シャザム!（ペドロ〈ジョバン・アルマンド〉）※劇場公開版
- マーシャル 法廷を変えた男（サム・フリードマン〈ジョシュ・ギャッド〉）
- マイナーブラザーズ 史上最大の賭け（スパイク・ノーラン〈ジョン・キャンディ〉） ※Netflix版
- LIFE!/ライフ（ヘルナンド〈エイドリアン・マルティネス〉）※ザ・シネマ版

2021年
- シャン・チー/テン・リングスの伝説（クレヴ〈ザック・チェリー〉）
- DUNE/デューン 砂の惑星（ハルコンネン兵士2）

2022年
- ジュラシック・ワールド/新たなる支配者（ジェレミー）

2023年
- シャザム!〜神々の怒り〜（ペドロ〈ジョバン・アルマンド〉）
- ガーディアンズ・オブ・ギャラクシー:VOLUME 3（ティーフス）
- ザ・フラッシュ（ゲイリー〈シーン・ロジャース〉）
- プー あくまのくまさん（プー〈クレイグ・デヴィッド・ドーセット〉）

2024年
- キラーズ・オブ・ザ・フラワームーン（W・S・ハミルトン〈ブレンダン・フレイザー〉）
- プー2 あくまのくまさんとじゃあくななかまたち（プー〈ライアン・オリバー〉）

2025年
- アマチュア（カルロス〈エイドリアン・マルティネス〉）

#### ドラマ
2002年
- マウンテン・ウォーズ/ホライズン高校物語（ジェフ）

2003年
- バフィー 〜恋する十字架〜

2004年
- NYPDブルー（マイキー）
- エンジェル
- ロー&オーダー（ケヴィン・バーナード〈アンソニー・アンダーソン〉）

2005年
- UFC登竜門TUF 二階級トーナメント（マーカス・ブリメージ）

2006年
- プリズン・ブレイク

2007年
- ギルモア・ガールズ
- クリミナル・マインド FBI行動分析課（シェーン・ワイランド）
- スターゲイト SG-1（ジャファ2、小道具係）
- ハイジャック

2008年
- メモリー・キーパーの娘

2009年
- 恐竜SFドラマ プライミーバル
- ジーン・シモンズのロック・スクール2
- 魔術師 MERLIN（ファイレン）
- マルコム in the Middle

2010年
- コールドケース6
- コバート・アフェア CIA諜報員アニー
- CSI:10 科学捜査班
- 新ビバリーヒルズ青春白書
- スイート16 キャンドルに願いを
- スパルタカス
- ハーパーズ・アイランド 惨劇の島（マルコム・ロス）
- 犯罪捜査官 アナ・トラヴィス（ポール・バロージ）
- ブルーブラッド 〜NYPD家族の絆〜
- ライ・トゥ・ミー 嘘は真実を語る（ファー刑事）

2011年
- 美男〈イケメン〉ラーメン店
- グッド・ワイフ2
- クリミナル・マインド 特命捜査班レッドセル
- 階伯〔ケベク〕
- CSI:マイアミ9
- スパルタカス ゴッド・オブ・アリーナ
- ダークエイジ・ロマン 大聖堂（ジョニー）
- ドリームハイ
- ナース・ジャッキー2
- ローマ警察殺人課アウレリオ・ゼン 3つの事件

2012年
- ALCATRAZ/アルカトラズ
- 主任警部アラン・バンクス
- ソウル・サーファー（ロッキー・キャノン）

2013年
- ALPHAS/アルファズ
- ゲーム・オブ・スローンズ

2015年　
- Empire 成功の代償（バンキー）

2019年
- 宇宙船レッド・ドワーフ号 シーズン12（批判警官）

2021年
- ファルコン&ウィンター・ソルジャー

2022年
- キャシアン・アンドー（ジェンボック〈ブライアン・ボーヴェル〉）
- WeCrashed 〜スタートアップ狂騒曲〜（ミゲル・マッケルヴィー〈カイル・マーヴィン〉）

#### アニメ
2009年
- ごきげん ジミー!
- スター・ウォーズ/クローン・ウォーズ

2011年
- アーサー・クリスマスの大冒険
- 少年マイロの火星冒険記3D

2012年
- アドベンチャー・タイム
- マダガスカル3（イタリア警官①）

2013年
- パラノーマン ブライス・ホローの謎（ペリー）

2014年
- トムとジェリー ショー（ミートヘッド、トレッドウェル）
- ミュータント・タートルズ（2012年版）（バラバライザー / ティモシー / ミュータジェンマン）

2015年
- スポンジ・ボブ 海のみんなが世界を救Woo!（パトリック / ミスター・スーパーアウサムネス）
- トランスフォーマー アドベンチャー（スカウル）
- ペンギンズ FROM マダガスカル ザ・ムービー（コーポ）
- ルーニー・テューンズ・ショー（ジュニアベア）

2016年
- アーロと少年（ペット・コレクター）

2017年
- スポンジ・ボブ（パトリック・スター〈2代目〉 他）※シーズン9以降
- トロールズ（ビギー）

2018年
- スモールフット（グワンギ）
- フェルディナンド（ボーンズ）
- ボス・ベイビー（ジンボ）※機内上映版（DVD&BD収録）

2019年
- セイス・マノス（ヘスス）

2020年
- スポンジ・ボブ: スポンジ・オン・ザ・ラン（パトリック）

2021年
- ケンタウロスワールド（スプレンディブ）
- ノディ おもちゃの国のめいたんてい

2022年
- ミラキュラス レディバグ&シャノワール（アンドレ・グラシエ / グラシエーター）

2023年
- ワンス・アポン・ア・スタジオ -100年の思い出-（プー）

2024年
- おさるのジョージ（ピアノの配送員）
- サンディ・チークスのビキニタウン救出大作戦（パトリック）
- ソニックプライム（ドクター・エッグマン〈2代目〉、ミスター・ドクター・エッグマン〈2代目〉）

### デジタルコミック
- 怪盗ルパン伝 アバンチュリエ（2021年、ガニマール警部、「私」、ナレーション）

### 特撮
- スーパー戦隊シリーズ
  - 動物戦隊ジュウオウジャー（2016年、鰐男の声）
  - 劇場版 動物戦隊ジュウオウジャーVSニンニンジャー 未来からのメッセージ from スーパー戦隊（2017年、鰐男の声）
  - 機界戦隊ゼンカイジャー（2021年、キノコワルドの声[73]）
  - 爆上戦隊ブンブンジャー（2024年、ソウジキグルマーの声[74]、ソウジキグルマー・二台目の声）

### テレビドラマ
- 駅前タクシー湯けむり事件案内2（2004年）

### 舞台
- 阿呆浪士（一八）
- エターナル ヴォイス（ガルバ）
- 風の中の街（街の男）
- ハックルベリーにさよならを（父さん）
- ホテル カリフォルニア（バカ垣戸、応援団員矢島）
- 夢公園に夜は更けて（市川巡査）
- 舞台版 残響のテロル（2016年3月2日 - 6日、Zeppブルーシアター六本木） - 六笠 役
- ほたえな 胸中が猿（井口新之助）
- あるひ森のなか短編にであった[75]
- 奇譚 地獄たられば[76]

### その他コンテンツ
- ディズニー・オン・アイス（プー）
- 東京ディズニーランド パレード『ドリーミング・アップ！』（プー）

### シリーズ一覧
1. ↑  『デュエル・マスターズ ビクトリー』（2011年）、『デュエル・マスターズ ビクトリーV』（2012年）、『デュエル・マスターズ ビクトリーV3』（2013年）
2. ↑  第1シーズン（2012年 - 2013年）、第2シーズン『ガチ』（2013年）
3. ↑  第3期『NEW GENERATION』（2017年）、第4期『GLORY LINE』（2018年）、第5期『LIMIT BREAK』（2023年）
4. ↑  第1期（2018年）、第2期『リベンジ』（2021年）
5. ↑  第1期（2023年 - 2024年）、第2期（2025年）
6. ↑  シーズン1（2024年）、シーズン2（2024年）